# حسين حسنين
ولد حسين حسن حسين حسنين في بلدة دير الدبان في الخليل بفلسطين في 30 تشرين أول 1941م، وتنقل لطلب العلم والدراسة بين مدن بيروت وموسكو وأوكلاهوما في الولايات المتحدة الأمريكية، بالإضافة إلى إقامته في الأردن التي عاش فيها معظم سنين حياته، وقد أكسبه ترحاله في البلدان العربية والأوروبية إلى إتقان التحدث بالإضافة للغة العربية كل من اللغة الروسية واللغة الإنجليزية.
ودرس الثانوية العامة في مدارس المملكة الأردنية الهاشمية، ثم تابع دراسته الجامعية في لبنان وتخرج في جامعة بيروت العربية بعد أن حصل على الإجازة في الأدب العربي من الجامعة اللبنانية في بيروت، ثم واصل دراسته الجامعية العليا في موسكو ومن جامعتها حصل على درجة الماجستير، كما درس الاقتصاد الزراعي في جامعة أوكلاهوما في الولايات المتحدة الأمريكية.
عمل في حقلي الصحافة والترجمة، وكتب مجموعة كبيرة من المقالات الصحفية والأدبية في الصحف الأردنية كصحيفة الرأي والدستور والأخبار ونشر في الأفق الجديد بعضاً من إنتاجه، وقد كان ذلك في عام 1964م. وكتب القصص الصغار، كما كتب الشعر، وأصدر منه ثلاثة دواوين كان آخرها في عام 1997م، ولقد نشط في عضوية الهيئات المحلية والعربية، ومن هذه الهيئات رابطة الكتاب الأردنيين، ونادي الرواد الثقافي بمنصب عضو ومن ثم رئيساً، واتحاد الأدباء والكتاب العرب.

## مؤلفاته الشعرية
- آسيا تختار، دار التقدم، موسكو، 1975.
- "ضرب الخناجر"، مكتبة الشرق، عمان، 1976.
- "كما العشب والماء"، بدعم من وزارة الثقافة، دار الينابيع، 1997.
- ديوان (إلى اللواتي انتظرن طويلا)، لم ينشر.

## قصص الأطفال
- قرية تختزنها الذاكرة، رابطة الكتاب الأردنيين، عمان، 1996.

## مؤلفات غير أدبية
- "إدارة الجودة الشاملة"، دار البشير، عمان، 1998.

## وفاته
توفي في الزرقاء عام 2007 في الحادي عشر من تشرين الأول عن عمر يناهز 66 عاماً